# Dror Cohen
Pour les articles homonymes, voir Cohen.
Dror Cohen (en hébreu : אמיר מוכתרי), né le 17 janvier 1974, à Ramat Gan, en Israël, est un joueur et entraîneur de basket-ball israélien. Il évolue durant sa carrière aux postes d'ailier fort et de pivot.